# Cyril Blake
Cyril „Midnight“ Blake (* 22. Oktober 1900 auf Trinidad; † 3. Dezember 1951 in London) war ein britischer Jazzmusiker (Trompete, Gitarre, Bandleader) westindischer Herkunft.

## Leben und Wirken
Blake, der Bruder des Schlagzeugers George Happy Blake, lernte bei einem Aufenthalt in New York Gitarre und Banjo. Während des Ersten Weltkriegs arbeitete er in der Handelsmarine und zog dann nach Großbritannien. 1921 war er der Gitarrist des Southern Syncopated Orchestra. Als Trompeter arbeitete er in Paris und London; Ende der 1920er ging er mit Thompson’s Negro Band auf eine umfangreiche Europatournee. Mit dem Orchester von Leon Abbey kehrte er 1930 nach England zurück, um dann in den Bands von Happy Blake (1934–1935), Rudolph Dunbar, Leslie Thompson, Ken Johnson (1936), Ike Hatch, Joe Appleton (1937) und Lauderic Caton zu arbeiten. 1938 gründete er eine eigene Band, die zunächst (bis 1942) im Jig’s Club und 1942 im Havanna Club in London auftrat und mit der er mehrere Platten aufnahm wie Cyril’s Blues und Blue Skies. Daneben arbeitete er mit Marino Barretto, Clarie Wears Rhumba Band und zahlreichen Calypsobands (in denen er auch Gitarre spielte). 1951 begleitete er mit seinen Calypso Serenaders Lord Kitchener durch Deutschland (mit ihm entstanden auch Aufnahmen für Parlophone).

## Lexikalische Einträge
- John Chilton: Who’s Who in British Jazz. London 2005, ISBN 0-8264-7234-6.